# Don Quijote (personaje)
Alonso Quijano es el nombre del hidalgo don Quijote, protagonista de la novela Don Quijote de la Mancha, escrita por Miguel de Cervantes Saavedra, que ya al inicio de la obra explica que Alonso Quijano «quiso ponerse nombre a sí mismo, y en este pensamiento duró otros ocho días, y al cabo se vino a llamar don Quijote. [...] Quiso, como buen caballero, añadir al suyo el nombre de su patria y llamarse "don Quijote de la Mancha", con que a su parecer declaraba muy al vivo su linaje y patria, y la honraba».
Otros nombres o apodos de Alonso Quijano que van apareciendo a lo largo de la narración son: el Caballero de la Triste Figura, que le pone su propio escudero Sancho Panza, o el Caballero de los Leones, con el que se autotitula don Quijote tras su hazaña con los leones (segunda parte, capítulo XVII). Finalmente, en su pueblo se le concede el apellido de Alonso Quijano, el Bueno.

## Alcurnia

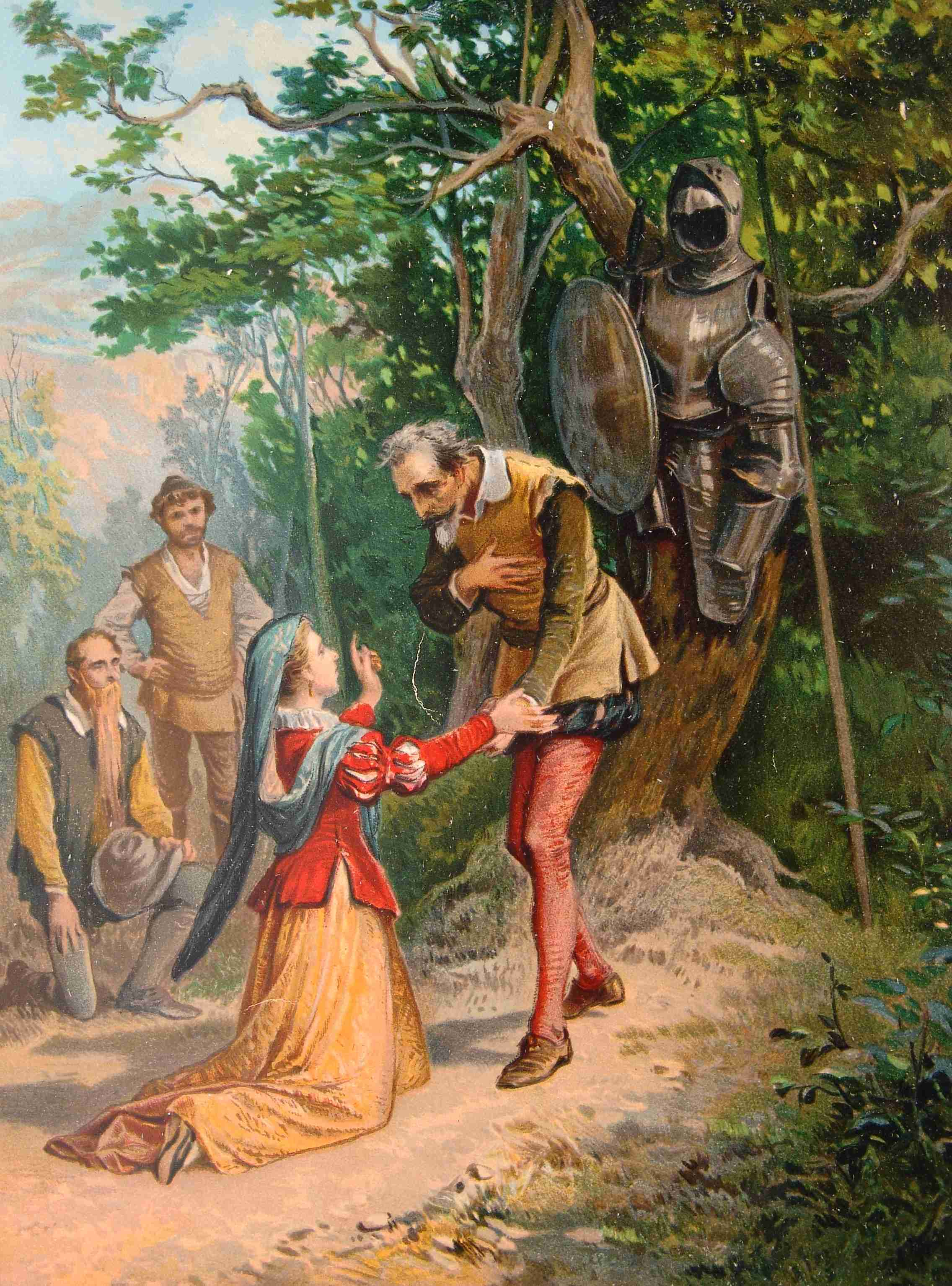
Don Quijote y Dorotea

En el capítulo XXXIX (39) de la Primera Parte (1605) de la novela, el propio don Quijote dice que desciende de la alcurnia de "Gutierre Quijada", por línea recta de varón —en cuyo caso su nombre correcto sería Alonso Quijada—, señor de Villagarcía de Campos (pueblo imaginario), descendiente de una familia de caballeros, y bisabuelo de Luis Quijada, mayordomo del emperador Carlos V, el cual tuvo en su castillo a ‘Jeromín’, apodo de don Juan de Austria, hasta que el emperador le reconoció oficialmente y pasó a la corte con su hermano Felipe II.
En cuanto al físico, Cervantes describe así a Alonso Quijano: «Frisaba la edad de nuestro hidalgo con los cincuenta años. Era de complexión recia, seco de carnes, enjuto de rostro» (primera parte, capítulo I).
En el capítulo XIV de la Segunda Parte (1615), será el bachiller Sansón Carrasco quien lo describa como «hombre alto de cuerpo, seco de rostro, estirado y avellanado de miembros, entrecano, la nariz aguileña y algo corva, de bigotes grandes, negros y caídos. Campea debajo del nombre del Caballero de la Triste Figura y trae por escudero a un labrador llamado Sancho Panza; oprime el lomo y rige el freno de un famoso caballo llamado Rocinante, y, finalmente, tiene por señora de su voluntad a una tal Dulcinea del Toboso, llamada un tiempo Aldonza Lorenzo».
El apodo de Caballero de la Triste Figura se lo puso Sancho después de «mirarlo un rato a la luz de aquella hacha que lleva aquel malandante, y verdaderamente tiene vuestra merced la más mala figura, de poco acá, que jamás he visto; y débelo de haber causado, o ya el cansancio de este combate, o ya la falta de las muelas y dientes» (primera parte, capítulo XIX).

## Personalidad

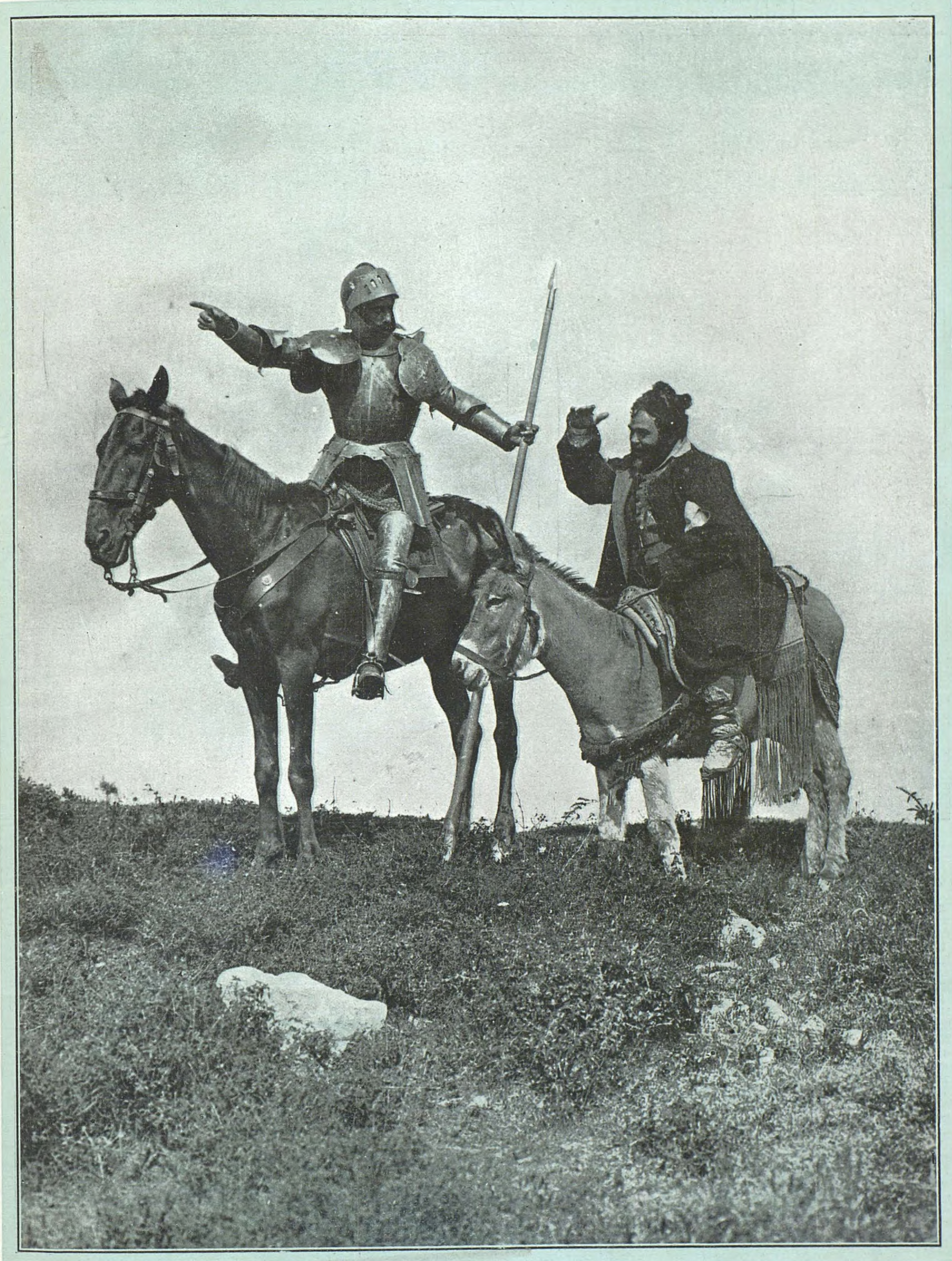
Alonso Quijano y Sancho Panza, composición fotográfica de Luis de Ocharan

Su perfil psíquico, más que el de un loco, es el de un visionario que, pese a sus alucinaciones, tiene momentos de lucidez mental en los que dice cosas muy sensatas o locas. En el fondo, su relativa locura no es mucho mayor que la del resto de personajes que pasan por personas normales. Además, posee una gran imaginación, con la cual modificará la realidad a su antojo para poder realizar su sueño de ser un gran caballero andante. Tiene como escudero a su amigo Sancho panza, con el que va de aventuras.
Los personajes de la obra conllevan la unión de los contrarios, lo que los hace vacilar al fluctuar entre una característica de su personalidad y su opuesta. Esta oposición provoca una tensión dramática en sus conciencias. Dicho rasgo se manifiesta principalmente en el héroe, que es loco —en cuanto a su falta de adecuación entre la realidad y la ficción caballeresca— y cuerdo, cuando no se trata de caballerías. Por otra parte, su misma locura lo lleva a desarrollar una grandeza idealista. Es, además, necio y, al mismo tiempo, sabio.

Alonso Quijano murió, pero don Quijote continúa vivo; ahora mismo está en algún lugar, disfrazado de hombre de nuestro siglo, confundiendo tal vez el reflejo de un tubo de neón con el plateado resplandor de un prodigioso cometa... Si le encontráis, por favor, no os burléis de él...
Cervantes en Yucatán